# Montana - A Love Story
Montana - A Love Story é o décimo terceiro álbum do pianista americano George Winston. Foi lançado em 2005. Chegou à 146ª colocação na The Billboard 200 e à primeira colocação da Top New Age Albums.

## Faixas
| N.º | Título                                                                           | Música                       | Duração |  |
| 1.  | "Thumbelina" (Polegarzinha)                                                      | Mark Isham                   | 3:52    |  |
| 2.  | "Billy in the Low Land" (Billy na Terra Baixa)                                   | Música tradicional americana | 2:32    |  |
| 3.  | "Valse Frontenac" (Valsa de Frontenac)                                           | Música tradicional de Québec | 4:10    |  |
| 4.  | "The Little House I Used to Live In" (A Casinha na qual eu costumava Morar)      | Frank Zappa                  | 2:41    |  |
| 5.  | "Montana Glide"                                                                  | Paul Anastasio               | 4:14    |  |
| 6.  | "Nevertheless, Hello" (Contudo, Olá)                                             | Philip Aaberg                | 4:53    |  |
| 7.  | "The Twisting of the Hay Rope (casadh An tSúgáin)" (O Giro da Corda de Feno)     | Música tradicional irlandesa | 2:05    |  |
| 8.  | "Joy, Hope, and Peace" (Alegria, Esperança e Paz)                                | Alby Potts                   | 2:53    |  |
| 9.  | "You Send Me" (Você Me Manda)                                                    | Sam Cooke                    | 3:44    |  |
| 10. | "High Plains" (Planícies Altas)                                                  | George Winston               | 4:02    |  |
| 11. | "The Mountains Winds Call Your Name" (Os Ventos das Montanhas Chamam o Seu Nome) | George Winston               | 2:33    |  |
| 12. | "Music Box (Kōjō No Tsuki)" (Caixinha de Música (Lua Acima do Velho Castelo))    | Rentarō Taki                 | 1:51    |  |
| 13. | "Raining in Her (The Muse)" (Chovendo Nela (A Musa))                             | George Winston               | 0:58    |  |
| 14. | "(Variations On) Bamboo" ((Variações no) Bambu)                                  | Música tradicional chinesa   | 2:30    |  |
| 15. | "Goodnight Irene" (Boa-Noite Irene)                                              | Huddie Ledbetter             | 4:06    |  |
| 16. | "Sweet Soul" (Doce Alma)                                                         | Gôbajie                      | 2:35    |  |
| 17. | "Sky" (Céu)                                                                      | Gôbajie                      | 3:27    |  |